# Avenida San Juan (Medellín)
La Avenida San Juan, también llamada Calle San Juan o Calle 44, es una arteria vial que recorre la ciudad de Medellín con direcciones oriente y occidente en su zona central. Es una importante vía del municipio que comunica el Barrio San Javier con el Centro Administrativo y la comuna de La Candelaria.

## Trazado

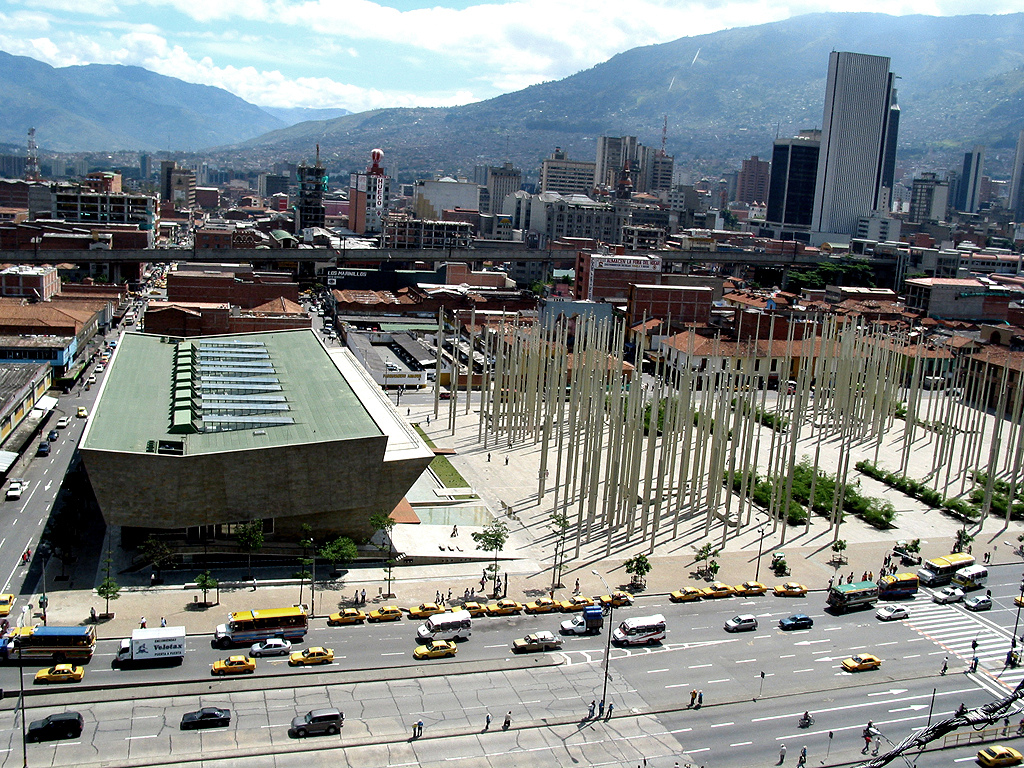
La vía abajo, en su paso por la Plaza de Cisneros

En el centro, inicia en la Carrera 40 entre las comunas de Buenos Aires y La Candelaria, continúa hacia el occidente hasta atravesar el Río Medellín y las comunas de Laureles-Estadio y La América donde finaliza en la carrera 103, en la comuna de San Javier. Sus Principales cruces son:
- Avenida Oriental (Carrera 46)
- Carrera Bolívar (Carrera 51)
- Carrera Carabobo
- Avenida del Ferrocarril
- Avenida Regional
- Carrera 65
- Carrera 70
- Avenida Nutibara
- Avenida 80 (Carrera 81)

## Sitios cercanos a la vía
- Parque San Antonio
- Plaza de Cisneros
- Biblioteca EPM
- Centro Administrativo La Alpujarra
- Edificio Inteligente EPM
- Centro de Espectáculos La Macarena
- Homecenter San Juan
- Centro Comercial San Juan La 80
- Iglesia La América (Nuestra Señora de los Dolores)
- Parque Biblioteca San Javier y Ciudadela de la Cuarta Revolución y la transformación del aprendizaje (C4TA)
- Estación San Javier del Metro de Medellín